# Wagneriana
Wagneriana là một chi nhện trong họ Araneidae.